# DJサンドウ
DJサンドウ（1975年7月23日 - ）は、日本のゲームサウンドデザイナー。

## 来歴・人物
関西学院大学社会学部卒。1998年株式会社カプコン入社。
本名「山東 善樹（さんどう よしき）」。主に効果音制作を担当。愛称の由来は元宝塚歌劇団・月組トップスター瀬奈じゅんが大好きということで大好き（D）瀬奈じゅん様（J）＝DJ　から。
Apple Storeでのゲームサウンドについての講演「カプコンサウンドの創り方」の司会や『Sound Sphere カプコンサウンド公式サイト』において、WANTED（カプコンゲームの音ネタを使ったリミックス募集企画）のコーナーを担当。同サイト上ではポッドキャストでのトーク、ブログでの文章、などでも特異なキャラクターを放っている。

## 作品
- ストリートファイターIII 3rd STRIKE（AC）
- ジョジョの奇妙な冒険（AC）
- ストライダー飛竜2（AC）
- 燃えろ!ジャスティス学園（AC）
- スタートリングアドベンチャーズ 空想3×大冒険（PS）
- バイオハザード アウトブレイク（PS2）
- バイオハザード アウトブレイク FILE2（PS2）
- デビルメイクライ3（PS2）
- イレギュラーハンターX（PSP）
- ロックマンロックマン（PSP）
- 戦国BASARA2（PS2）
- 逆転裁判4（DS）
- 流星のロックマン2（DS）
- バイオハザード5（PS3)（Xbox 360）
- バイオハザード5 オルタナティブ・エディション（PS3)（Xbox 360）